# Carl Bonthuys
Carl Bonthuys (né le 17 juillet 1996 au Cap,) est un coureur cycliste sud-africain. Il participe à des compétitions sur route et sur piste.

## Biographie
Bon pistard, Carl Bonthuys a obtenu plusieurs médailles dans diverses éditions des championnats d'Afrique. Il s'est notamment adjugé le titre continental dans le scratch en 2019. Sur l'édition 2023, il remporte la course à l'américaine, en compagnie de Wynand Hofmeyr. Il s'impose par ailleurs dans l'épreuve de poursuite par équipes aux côtés de Joshua van Wyk, Daniyal Matthews et Wynand Hofmeyr. 

## Palmarès sur piste

### Championnats d'Afrique
- Pietermaritzburg 2019
  -  Médaillé d'or du scratch
- Le Caire 2020
  -  Médaillé de bronze de la poursuite par équipes
  -  Médaillé de bronze de l'américaine
- Abuja 2022
  -  Médaillé d'argent du scratch
  -  Médaillé de bronze de l'élimination
  -  Médaillé de bronze de l'omnium
  -  Médaillé de bronze de la vitesse par équipes
- Le Caire 2023
  -  Médaillé d'or de la poursuite par équipes
  -  Médaillé d'or de l'américaine
  -  Médaillé d'argent de l'omnium
  -  Médaillé de bronze de la course aux points
- Le Caire 2025
  -  Médaillé d'or de la poursuite par équipes
  -  Médaillé de bronze de la vitesse par équipes
  -  Médaillé de bronze de l'américaine

### Championnats nationaux
- 2017
  - 2e du championnat d'Afrique du Sud de poursuite par équipes
- 2018
  - 3e du championnat d'Afrique du Sud de poursuite par équipes
- 2021
  - 3e du championnat d'Afrique du Sud de l'omnium
- 2022
  - 3e du championnat d'Afrique du Sud de l'omnium
- 2023[4]
  -  Champion d'Afrique du Sud de poursuite par équipes (avec Daniyal Matthews, Wynand Hofmeyr et Joshua Louw)
  - 3e du championnat d'Afrique du Sud de poursuite
  - 3e du championnat d'Afrique du Sud du scratch
  - 3e du championnat d'Afrique du Sud de l'omnium
- 2024
  -  Champion d'Afrique du Sud de poursuite par équipes (avec Daniyal Matthews, Wynand Hofmeyr et Ethan Kulsen)
  - 2e du championnat d'Afrique du Sud de course aux points[5]
  - 2e du championnat d'Afrique du Sud de l'américaine
  - 3e du championnat d'Afrique du Sud de poursuite[5]
  - 3e du championnat d'Afrique du Sud du scratch[5]
- 2025[6]
  -  Champion d'Afrique du Sud de course aux points
  - 2e du championnat d'Afrique du Sud de poursuite par équipes
  - 3e du championnat d'Afrique du Sud de l'élimination
  - 3e du championnat d'Afrique du Sud de l'américaine

## Palmarès sur route

### Par année
- 2024
  - 2e du championnat du Cap-Occidental sur route

### Classements mondiaux
| Année           | 2021 | 2022 |
| --------------- | ---- | ---- |
| UCI Africa Tour | 127e | 175e |